# 阿拉亚德奥卡
阿拉亚德奥卡（西班牙語：Arraya de Oca）是西班牙卡斯蒂利亚-莱昂布尔戈斯省的一个市镇。总面积12平方公里，总人口59人（2001年），人口密度5人/平方公里。